# Ашит
Аши́т (рос. Ашит, башк. Әшит) — присілок у складі Краснокамського району Башкортостану, Росія. Входить до складу Новонагаєвської сільської ради.
Населення — 71 особа (2010; 94 у 2002).
Національний склад:
- башкири — 66 %
- татари — 27 %